# Antonio Garau
Antonio Garau (Oristano, 3 giugno 1907 – 20 febbraio 1988) è stato un commediografo italiano, autore di tredici commedie in lingua sarda che descrivono il modo di vivere della società sarda e i suoi mutamenti in un arco di tempo di circa mezzo secolo.
Diverse compagnie teatrali in Sardegna, composte da grandi appassionati del teatro commediale di Antonio Garau, continuano oggigiorno a proporre, con grande successo di pubblico, le opere del commediografo oristanese.
A lui è intitolato il Teatro di Oristano.